# Broncho Billy and the Girl
Broncho Billy and the Girl è un cortometraggio muto del 1912 diretto da Gilbert M. 'Broncho Billy' Anderson

## Produzione
Il film fu prodotto dalla Essanay Film Manufacturing Company. Venne girato a Lakeside, in California.

## Distribuzione
Distribuito dalla General Film Company, il film - un cortometraggio in una bobina - uscì nelle sale cinematografiche statunitensi il 9 aprile 1912.